# Италианската булка
„Италианската булка“ (на испански: Muchacha italiana viene a casarse) е мексиканска теленовела от 2014 г., режисирана от Педро Дамян, Хуан Карлос Муньос и Луис Пардо и продуцирана от Педро Дамян за Телевиса. Версията, написана от Мария Сервантес Балмори и Луис Мариани, е базирана на едноименната аржентинска теленовела от 1969 г., създадена от Делия Гонсалес Маркес.
В главните роли са Ливия Брито и Хосе Рон, а в отрицателните – Найлеа Норвинд, Мике Биаджио, Кандела Маркес и Мими Моралес. Специално участие вземат първите актьори Исела Вега и Енрике Роча.

## Сюжет
Фиорела Бианчи е млада, добра и много красива италианска девойка. Останала без майка и с болен от пневмония баща Фиорела трябва да се грижи за по-малката си 17-годишна сестра Джана, страдаща от сърдечно заболяване. След като умира и баща им, влиятелният италиански ресторантьор Виторио Драгоне, живеещ в Мексико, предлага на Фиорела да се премести в при него и да се омъжат, а той ще поеме медицинските разходи на Джана. Виторио изпраща своя стара снимка на Фиорела. Движена от нуждата Фиорела се съгласява да сключи брак с него. Двете сестри заминават за Мексико, където се изгубват, и така Виторио никога не се среща с момичетата. С течение на обстоятелствата Фиорела започва работа като прислужница в богатото семейство Анхелес. Там момичето среща голямата си любов в наследника на семейството – Педро. Социалните различия между тях са огромни, но дори и така, Педро и Фиорела се опитват да защитават своята любов от препятствията на съдбата. Въпреки това, Виторио, който не спира да се опитва да намери Фиорела, продължава да прави планове да се ожени за нея.

## Актьори
- Ливия Брито – Фиорела Бианчи
- Хосе Рон – Педро Анхелес
- Енрике Роча – Виторио Драгоне
- Фернандо Айенде – Серхио Анхелес
- Исела Вега – Елоиса вдовица де Анхелес
- Салвадор Пинеда – Данте Давалос
- Марибел Гуардия – Хулиета Мишел
- Найлеа Норвинд – Федерика Анхелес
- Лурдес Мунгия – Хоакина
- Франсиско Гаторно – Анибал Валенсия
- Мике Биаджио – Освалдо Анхелес
- Мими Моралес – Соня Ролдан де Анхелес
- Сесар Боно – Рейналдо Сегура
- Ракел Гарса – Адела де Сегура
- Рикардо Блуме – Марио Бианчи
- Джесика Коч – Таня Казанова
- Артуро Гарсия Тенорио – Фидел
- Елеасар Гомес – Бенито Сегура
- Ела Велден – Джана Бианчи
- Паула Марселини – Роксана Анхелес
- Хосе Пабло Минор – Гаел Анхелес
- Марко Ди Мауро – Сантяго Орцини
- Сол Мендес – Диана Аларкон
- Мариана Прац – Пилар Браво
- Кандела Маркес – Аитана Де ла Рива Палма
- Клаудия Акоста – Симона
- Кармен Родригес – Селесте Палма де Де ла Рива
- Хосе Антонио Барон – Бенигно Де ла Рива
- Клаудио Баес – Максимо Анхелес
- Алисия Енсинас – Ливия Аларкон
- Ванеса Рестрепо – Алина
- Ирина Баева – Катя
- Маркус Орнелас – Агустин
- Роберто Малта – Фабио
- Айтор Итуриос – Рамиро
- Давид Фридман – Доминго
- Добрина Кръстева – Белинда
- Поли – Виридиана
- Луис Баярдо – Съдия

## Премиера
Премиерата на Италианската булка е на 20 октомври 2014 г. по Canal de las Estrellas. Последният 176. епизод е излъчен на 21 юни 2015 г.

## Продукция
През пролетта на 2014 г. Педро Дамян обявява, че възнамерява да продуцира римейк на Muchacha italiana viene a casarse. Кастингът за теленовелата се провежда от май до юли в град Мексико. През юли и август Елеасар Гомес, Хосе Пабло Минор, Джесика Коч и дебютантката в теленовелите Ела Велден са сред първите актьори, чиито участия са потвърдени в проекта. Планирано е Иран Кастийо да вземе участие, но на по-късен етап отпада заради здравословни проблеми. На 18 август 2014 г. е потвърдено, че Ливия Брито и Хосе Рон ще изпълняват главните роли в теленовелата.

### Снимки
На 25 август 2014 г. започват официалните записи на теленовелата. Брито, Рон и Велден заснемат за две седмици първите сцени и рекламни клипове в Маратеа, Италия. Записите с актьорския състав започват през септември в столицата Мексико.
 Ливия Брито и Ела Велден изучават италиански език, за да представят по-точно своите роли.
Снимачният процес в Мексико приключва в края на април 2015 г. В началото на май Ливия Брито, Хосе Рон, Ела Велден, Исела Вега, Марибел Гуардия, Фернандо Айенде и Хосе Пабло Минор пътуват до Маратеа, Неапол и други италиански локации, където се заснемат сцените за последния епизод на теленовелата. Записите официално приключват на 12 май 2015 г. в Италия. Актьорите се връщат в Мексико в края на същия месец. 

### Представяне
На 15 октомври 2014 г. актьорите, екипът и трейлърът, включващ сцени от теленовелата, са представени на медиите в официално събитие в Телевиса Сан Анхел, което е предадено на живо в официалния сайт на продукцията.

## Награди и номинации
Награди Ace 2016
| Категория                          | Номинация         | Теленовела         | Резултат |
| ---------------------------------- | ----------------- | ------------------ | -------- |
| Най-добра актриса                  | Ливия Брито       | Италианската булка | Печели   |
| Най-добър актьор в поддържаща роля | Франсиско Гаторно | Италианската булка | Печели   |

Награди TVyNovelas (Мексико) 2016
| Категория                                   | Личност                                                                         | Резултат   |
| ------------------------------------------- | ------------------------------------------------------------------------------- | ---------- |
| Най-добра теленовела                        | Педро Дамян                                                                     | Номиниран  |
| Най-добра актриса в главна положителна роля | Ливия Брито                                                                     | Номинирана |
| Най-добра първа актриса                     | Исела Вега                                                                      | Номинирана |
| Най-добра актриса в поддържаща роля         | Ракел Гарса                                                                     | Номинирана |
| Най-добро женско откритие                   | Ела Велден                                                                      | Печели     |
| Най-добър режисьор на сцена                 | Хуан Карлос Муньос                                                              | Номиниран  |
| Най-добър оператор                          | Вивиан Санчес                                                                   | Номиниран  |
| Най-добра история или адаптация             | Мария Сервантес Балмори Луис Мариани Марио Иван Санчес Мариана Палос Росио Лара | Номинирани |

Награди Juventud 2016
| Категория             | Личност                              | Резултат   |
| --------------------- | ------------------------------------ | ---------- |
| Любим актьор          | Хосе Рон                             | Номиниран  |
| Любима актриса        | Ливия Брито                          | Номинирана |
| Любима музикална тема | „A donde va nuestro amor“ Плая Лимбо | Номинирана |

## В България
В България премиерата на сериала е на 3 април 2017 г. по bTV и завършва на 8 декември. На 18 септември 2018 г. започва повторно излъчване по bTV Lady и завършва на 15 май 2019 г. На 3 юни започва ново повторение повторение и завършва на 31 януари 2020 г. Дублажът е на студио VMS. Ролите се озвучават от Живка Донева, Даринка Митова, Милица Гладнишка, Росен Русев и Димитър Иванчев.